# Бондково-Косьцельне
Бондково-Косьцельне (пол. Bądkowo Kościelne) — село в Польщі, у гміні Брудзень-Дужий Плоцького повіту Мазовецького воєводства.
Населення — 295 осіб (2011).
У 1975-1998 роках село належало до Плоцького воєводства.

## Демографія
Демографічна структура станом на 31 березня 2011 року:
|          | Загалом | Допрацездатний вік | Працездатний вік | Постпрацездатний вік |
| -------- | ------- | ------------------ | ---------------- | -------------------- |
| Чоловіки | 142     | 34                 | 102              | 6                    |
| Жінки    | 153     | 47                 | 91               | 15                   |
| Разом    | 295     | 81                 | 193              | 21                   |